# Суслов Анатолій Іванович
Анатолій Іванович Суслов (рос. Анатолий Иванович Суслов, 24 лютого 1946, Ступино, Московська область) — радянський футболіст, який виступав на позиції півзахисника («диспетчера»). Зіграв 17 матчів і забив один гол у вищій лізі СРСР.

## Біографія
Вихованець футбольної школи московського «Динамо», був капітаном юнацької команди, в 1964 став переможцем всесоюзних юнацьких змагань. З 1964 року залучався до ігор дублюючого складу біло-блакитних та за шість наступних сезонів зіграв у першості дублерів 117 матчів та забив 8 голів. В основній команді «Динамо» дебютував 16 жовтня 1965 в матчі вищої ліги проти одеського «Чорноморця». Перший гол на найвищому рівні забив 28 серпня 1967 року у ворота куйбишевських «Крил Рад», що виявився переможним у матчі (2:1). Незважаючи на великі перспективи, не закріпився в основному складі «Динамо», оскільки його стиль гри не подобався тренеру команди Костянтину Бєскову. Загалом у складі «біло-блакитних» зіграв 9 матчів (1 гол) у вищій лізі, 2 матчі у Кубку СРСР та 11 товариських ігор.
У ході сезону 1969 року перейшов у барнаульське «Динамо», де відіграв два сезони.
У 1971 році виступав у вищій лізі за «Пахтакор», зіграв вісім матчів.
У 1972 році повернувся до Барнаула і виступав за місцеву команду ще вісім сезонів, був капітаном команди. Загалом зіграв за барнаульців понад 300 матчів у першості країни (288, без урахування сезону-1978, за яким немає відомостей про зіграні матчі).